# Seznam medailistů na mistrovství Evropy v běhu na 3 000 m

## Ženy
- Závod žen se poprvé uskutečnil v roce 1974 a naposledy v roce 1994

| Rok  | Místo     | Zlato               | Výkon vítěze | Stříbro              | Bronz             |
| ---- | --------- | ------------------- | ------------ | -------------------- | ----------------- |
| 1974 | Řím       | Nina Holménová      | 8:55,10      | Ljudmila Braginová   | Joyce Smithová    |
| 1978 | Praha     | Světlana Ulmasovová | 8:33,16      | Natalia Marasescuová | Grete Waitzová    |
| 1982 | Athény    | Světlana Ulmasovová | 8:30,28 RM   | Maricica Puicăová    | Jelena Sipatovová |
| 1986 | Stuttgart | Olga Bondarenková   | 8:33,99      | Maricica Puicăová    | Yvonne Murrayová  |
| 1990 | Split     | Yvonne Murrayová    | 8:43,06      | Jelena Romanovová    | Roberta Brunetová |
| 1994 | Helsinky  | Sonia O'Sullivanová | 8:31,84      | Yvonne Murrayová     | Gabriela Szabóová |